# 李希说 (正德进士)
李希说（？—？），字惟肖，广东东莞县人，明朝政治人物、同进士出身。

## 生平
正德八年（1513年）癸酉科廣東鄉試舉人，九年（1514年）联登甲戌科进士，初授江西永新县知县，未赴任，丁父憂歸。服闋赴部候选，力请教职，未獲准，授霍山县知县，官至南京户部郎中。

## 家族
父李燦，字文炫，成化元年（1465年）乙酉科舉人，官江西丰城县教谕，曾任浙江鄉試同考官，王华出其門下。